# Dilema d'imigração
Dilema d'imigração betyder "immigrationens dilemma" på portugisiska och på kreol som talas på Kap Verde. 
Dilema d'imigração är namnet på Val Xalinos första utgivna album som släpptes år 1984 och som gavs ut av det kapverdianska bolaget Brandão Records. Hela albumet spelades in i Göteborg och blev också det första kapverdianska albumet att spelas in och ges ut i Skandinavien.
Just låten "Dilema d'imigração" skrevs år 1984 av artisten Val Xalino och är tillägnad till hans farbror, den kapverdianska artisten Eddy Moreno.

## Låtlista
1. Mund d'passá sábe
2. Fidjo Africano
3. Compadre Fernand
4. Dexám sonhá na bô pêto
5. Um nascé na Cabo Verde
6. Santa Barbara
7. Reggae feeling
8. Dilema d'imigração